# Verlengde Gemenelandsweg
De Verlengde Gemenelandsweg is een weg in Paramaribo. De weg begint bij de Gemenelandsweg en gaat uiteindelijk over in de Kasabaholoweg.
De naam van de weg zou op 23 november 2019 gewijzigd worden naar de Dr. Christiaan Hendrik Eerselstraat. Deze naamsverandering werd uitgesteld.

## Route
De Verlengde Gemenelandsweg is een lange weg met meer dan tweehonderd huisnummers. De weg begint vanaf de kruising met de Johan Adolf Pengelstraat in noordwestelijke richting en gaat na enkele bochten in zuidwestelijke richting verder in de Kasabaholoweg bij de Tweede Rijweg.
Aan het begin is er een middenberm. Onderweg is er twee keer een afslag naar de Neeltje van Ravenswaaystraat, en zijn er afslagen naar de Van Idsingastraat, Thomsonstraat, Rode Kruislaan, (Verlengde) Zinniastraat, Zonnebloemstraat, Via Bellalaan, Brokopondolaan, Tawajakoerastraat, Marthastraat, Nicolaas van Meertenlaan, Rozenbergstraat, Kolonistenweg, Eliselaan, Koosstraat, Ankielaan, Virolastraat, Riekelaan/Veldhuizenlaan, Pardolaan, Willemlaan en Matawarilaan.

## Bouwwerken
Het voormalige gebouw van het Bonifatius Internaat aan de weg werd in 2015 geheel verwoest door brand. Het pand was op dat moment in gebruik door de Landbouw Maatschappij Victoria dat deel uitmaakt van het ministerie van Landbouw, Veeteelt en Visserij.
Aan het begin van de weg staat links op de hoek een groot gebouw met twee vleugels. Verderop in de straat bevinden zich de omroep Apintie Radio & Televisie, de Memre Boekoe-kazerne (aan weerszijden van de straat, inclusief het legermuseum, een zwembad van de Vereniging Officiers Sociëteit (VOS) en sportvelden), de hoofdkazerne van de brandweer, de tempel Surya Mandir en de Werkplaats voor Podiumkunsten met ArtLab Suriname

## Legermuseum
Aan de Verlengde Gemenelandsweg bevindt zich de Memre Boekoe-kazerne, met via de zijingang aan de Rode Kruislaan het Surinaams Legermuseum. De entreeprijs is gratis en naast militaire attributen is er een bibliotheek met militaire onderwerpen. Op het terrein in de richting van de hoofdingang staat een lichtrode bank die herinnert aan de 3e Compagnie van de Surinaamse Schutterij die in 1948 de Australiëgangers werden genoemd en deelnamen aan de bevrijding van de Nederlands-Indië tijdens de Japanse bezetting.
| Onderwerp                                         | Type | Kunstenaar | Onthulling | Locatie              | Omschrijving                                                                      |
| ------------------------------------------------- | ---- | ---------- | ---------- | -------------------- | --------------------------------------------------------------------------------- |
| Monument oorlogsvrijwilligers in Nederlands-Indië | bank | onbekend   | 1948       | Memre Boekoe-kazerne | 3e Compagnie van de Surinaamse Schutterij, Japanse bezetting van Nederlands-Indië |